# Stalagmia tenera
Stalagmia tenera är en fjärilsart som beskrevs av Walker 1865. Stalagmia tenera ingår i släktet Stalagmia och familjen mätare. Inga underarter finns listade i Catalogue of Life.